# Geoffrey Chaucer
Geoffrey Chaucer ['ʤefɹi 'ʧɔ:sə] (Londres, c. 1343-ibídem, 25 de octubre de 1400) fue un escritor, filósofo, diplomático y poeta inglés, conocido sobre todo por ser autor de los Cuentos de Canterbury. Es considerado el poeta inglés más importante de la Edad Media y el primero en ser sepultado en el Rincón de los Poetas de la Abadía de Westminster. 
También alcanzó fama durante su vida como alquimista y astrónomo y compuso un tratado sobre el astrolabio dedicado a su hijo de diez años Lewis. Aclamado por su obra más famosa, Los cuentos de Canterbury (The Canterbury Tales), entre las otras destacan también El libro de la duquesa (The Book of the Duchess), Casa de la fama (House of Fame), la Leyenda de las buenas mujeres (Legend of Good Women) y Troilo y Crésida (Troilus and Criseyde). 
La obra de Chaucer fue determinante para acreditar y legitimar el uso literario del inglés medio vernáculo en una época en la que los idiomas literarios dominantes en Inglaterra eran todavía el francés y el latín.

## Vida

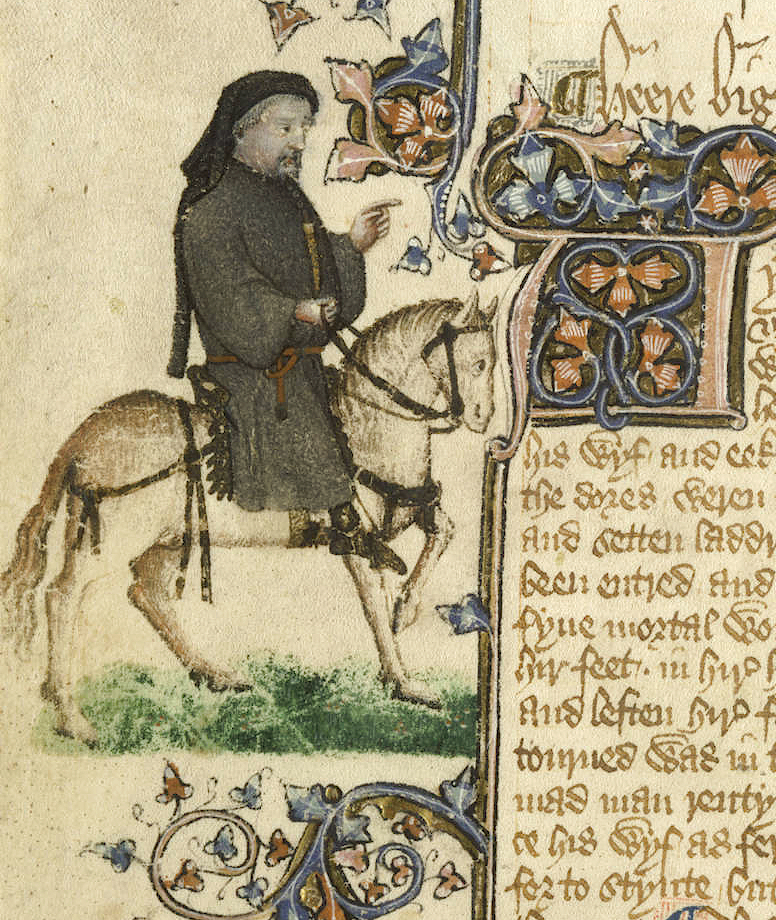
Chaucer como un peregrino en el Manuscrito Ellesmere.

Chaucer nació en Londres alrededor del año 1343, pero la fecha y ubicación precisa de su nacimiento permanecen aún desconocidas. Su padre y abuelo fueron ambos vinateros en Londres, y más allá sus orígenes también parecen haber sido humildes (su nombre familiar deriva del francés chausseur, que significa "zapatero"). En 1324 el padre de Geoffrey, John, fue raptado por una tía suya que tenía la esperanza de casarlo con su hija con el fin de mantener una propiedad en Ipswich. La tía fue encarcelada y la multa impuesta de £250 sugiere que la familia se encontraba en una buena situación financiera y podía pertenecer a la burguesía o el patriciado urbano. El caso es que John Chaucer hizo un buen matrimonio al casarse con Agnes Copton, porque esta heredó de su tío en 1349 propiedades que incluían 24 comercios en Londres. El fallecido pariente, Hamo de Copton, era acuñador de moneda en la Torre de Londres.
Al contrario que las vidas de escritores contemporáneos de Chaucer como William Langland y el Poeta Pearl, que aparecen oscuras por falta de documentación conservada, la vida oficial de Chaucer es fácilmente reconstruible porque, al ser un servidor público, todo tipo de registros (quinientas referencias, nada menos) testifican su carrera. El primero de los datos aparece en 1357 en las cuentas familiares de Isabel de Burgh, Condesa de Úlster, cuando se le cita como su paje, algo que consiguió gracias a las conexiones de su padre. Otros documentos lo muestran como un activo cortesano, diplomático y funcionario público y real, recogiendo e inventariando bienes. 
En 1359, durante las primeras fases de la guerra de los Cien Años, Eduardo III de Inglaterra invadió Francia y Chaucer viajó con el esposo de Isabel, Leonel de Amberes, formando parte del ejército inglés. Durante el asedio de Rheims, en 1360, fue capturado, y el rey Eduardo pagó £16 por su rescate, una suma considerable en aquellos tiempos. 
Luego el registro biográfico de Chaucer se vuelve más incierto. Al parecer, habría viajado por Francia, España y Flandes, acaso en labores diplomáticas, y quizá haya peregrinado a Santiago de Compostela. Cerca de 1366 Chaucer se casó con Philippa Roet, dama de compañía de la reina Felipa de Henao y hermana de Catalina de Roet-Swynford, que habrá de ser unos treinta años más tarde la tercera esposa de Juan de Gante (sobre 1396). No está muy claro cuántos hijos llegaron a tener, pero habitualmente se cuentan tres o cuatro. Uno de ellos, Thomas Chaucer, tuvo una carrera ilustre como Mayordomo mayor de cuatro reyes, emisario en Francia y Presidente de la Cámara de los Comunes y una de sus hijas (nieta por tanto de Geoffrey), Alice, se casó con Guillermo de la Pole, de forma que el bisnieto de Thomas Juan de la Pole llegó a ser designado como heredero del trono por Ricardo III de Inglaterra antes de que este último fuera derrocado. Entre otros de los hijos de Geoffrey, probablemente una, Elizabeth Chaucy, fue monja en la Abadía de Barking. Otra posible hija, Agnes Chaucer fue dama de compañía durante la coronación de Enrique IV de Inglaterra. También se guardan registros de otro hijo más, Lewis Chaucer, del cual no se posee mucha información. 
Probablemente, Chaucer estudió derecho en el Inner Temple (un colegio de abogados) en aquellos tiempos y se convirtió en miembro de la Corte de Eduardo III como ayuda de cámara o yeoman el 20 de junio de 1367, un puesto que cubría una amplia gama de tareas. Su esposa también recibió una pensión por haber sido empleada en la Corte. Viajó al exterior numerosas veces, en algunas ocasiones en su ocupación de ayuda de cámara. En 1368 asistió a la boda del viudo Leonel de Amberes (su esposa Isabel había fallecido en 1363), con Violante Visconti, hija de Galeazzo II Visconti, en Milán. Otros dos personajes literarios de importancia también asistieron a la boda: el historiador francés Jean Froissart y el poeta y humanista florentino Francesco Petrarca. Durante esta época se cree que Chaucer escribió El libro de la duquesa en honor de Blanca de Lancaster, primera esposa de Juan de Gante, que murió de peste en 1369.
Luego Chaucer viajó a Picardía al año siguiente como parte de una expedición militar y también visitó Génova y Florencia en 1373. Algunos especialistas en el tema (Skeat, Boitani y Rowland) sugieren que en este viaje a Italia se encontró con Petrarca o Boccaccio y que uno de éstos lo introdujo en la poesía italiana medieval, como testimonia el influjo de ambos autores en el estilo e historias de la que sería su obra más famosa. Por demás, en 1377 existió otro viaje de propósito misterioso que documentos posteriores sugieren fue una misión junto a Jean Froissart para arreglar un matrimonio entre el entonces futuro rey Ricardo II de Inglaterra y una princesa francesa a fin de concluir así la guerra de los Cien Años. Si fue ese el verdadero propósito del viaje, no se logró, porque la boda no llegó a realizarse. 
En el año 1378, Ricardo II mandó a Chaucer como emisario secreto a Galeazzo II Visconti y a John Hawkwood, condotiero en Milán. Y se ha especulado si Chaucer se inspiró en Hawkwood para el personaje del Caballero en los Cuentos de Canterbury porque escribió una descripción similar a una del condotiero del siglo catorce. 

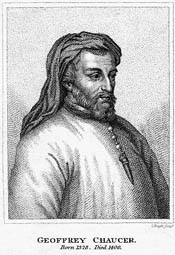
Retrato de Chaucer del.

Un indicio posible de que su carrera como escritor ya había sido iniciada y apreciada se dio cuando Eduardo III le concedió «un galón de vino diario por el resto de su vida» por realizar una tarea innominada. Tan inusual concesión se dio en el festivo Día de San Jorge de 1374 y como en él se solían recompensar los trabajos de los artistas, cabe pensar que ya entonces debía haber un trabajo poético anterior que mereciera esa recompensa. Y, aunque hoy se ignora cuál, si lo hubo, de los trabajos conservados de Chaucer condujo a este premio, lo cierto es que continuó recibiendo esta remuneración hasta el advenimiento de Ricardo II, momento en que esta recompensa en especie se redujo a suma monetaria (18 de abril de 1378).
Chaucer obtuvo el bien pagado trabajo de contralor de las Aduanas del puerto de Londres el 8 de junio de 1374. Como continuó en ese puesto durante doce años, período más largo de lo usual en este puesto, debió realizarlo muy satisfactoriamente. Durante los siguientes diez años hay datos más escasos, pero se cree que entonces escribió (o comenzó) la mayoría de sus trabajos más celebrados. Se menciona su nombre en un proceso judicial fechado el 4 de mayo de 1380 como involucrado en el raptus de Cecilia Chaumpaigne. Qué signifique exactamente raptus está poco claro, pero el incidente se resolvió rápidamente sin que dejara huella en la reputación de Chaucer. Y aunque no se sabe a ciencia cierta si Chaucer se encontraba en Londres cuando se desarrolló la rebelión de los campesinos, si lo estuvo debió haber visto a sus líderes pasar casi directamente bajo la ventana de su casa en Aldgate.
Mientras aún trabajaba como contralor en las aduanas, se mudó a Kent y fue designado allí como uno de sus comisionados de paz cuando se temía una invasión francesa. Se cree que comenzó a trabajar en los Cuentos de Canterbury a principios de la década de 1380 y en 1386 se convirtió en miembro del parlamento por Kent. No existe ninguna referencia posterior a esta fecha respecto a su esposa Philippa, por lo que se presume que esta debió morir en 1387. Chaucer sobrevivió también a la revuelta política causada por los Lords Apellants, pese a que conocía muy bien a algunos de los que fueron ejecutados por ella. Esta fue incluida en los Cuentos de Canterbury mencionando al líder rebelde Jack Straw.
El 12 de julio de 1389 Chaucer fue nombrado maestro de obras del rey, una especie de capataz que organizaba la mayoría de sus proyectos constructivos. Y aunque durante su cargo no se realizaron grandes obras, guio las reparaciones en el Palacio de Westminster y en la Capilla de San Jorge y continuó con la construcción del muelle de la Torre de Londres; es más, construyó las gradas para un torneo que tuvo lugar en el año 1390. Debió de haber sido un trabajo difícil, pero fue bien pagado: dos chelines al día, lo que triplicaba su anterior salario de contralor. También fue nombrado guardián de la posada del rey en sus bosques de Feckenham, un título que contribuía a su honor y que demostraba cuánta confianza depositaban los monarcas ingleses en él.
Los registros de septiembre de 1390 dicen que fue robado y posiblemente herido mientras conducía sus negocios y poco tiempo después, el 17 de junio de 1391, cuando abandonó ese cargo. Casi inmediatamente, el 22 de junio, comenzó a trabajar como comisario guardabosques en otro lugar, el bosque real de North Petherton, Somerset. 
Chaucer concluyó los Cuentos de Canterbury en algún momento hacia finales de la década del 1390. Y algo después del derrocamiento de Ricardo II (1399) el registro histórico de Chaucer comienza a desaparecer. Las últimas y escasas referencias sobre su vida son la renovación de su pensión por parte del nuevo rey y el arrendamiento de una residencia en las cercanías de la Abadía de Westminster el 24 de diciembre de 1399. A pesar de que Enrique IV renovó los estipendios asignados a Chaucer por Ricardo, el poema de Chaucer The Complaint of Chaucer to his Purse sugiere que tal dinero podría no haber sido pagado. La última mención es la del 5 de junio de 1400: el abono de una deuda que habían contraído con él.
Se cree que podría haber muerto por causas desconocidas al presente el 25 de octubre de 1400, pero sin evidencias sólidas al respecto, ya que se trata de la fecha que aparece grabada en su tumba, levantada más de cien años después de su fallecimiento. 
Chaucer fue sepultado en la Abadía de Westminster (Londres), algo a lo que tenía derecho por residir en sus inmediaciones. Y en 1556 sus restos fueron transferidos a un sepulcro de más ornato, de forma que Chaucer fue el primer escritor enterrado en el área ahora conocida como el «Rincón de los poetas».

## Obra
La primera obra de importancia de Chaucer fue, El libro de la duquesa (The Book of the Duchess), una elegía a Blanca de Lancaster, fallecida en el año 1369. Es posible que el trabajo fuera encargado por su marido, Juan de Gante, ya que él mismo le habría otorgado una renta anual de £10 el 13 de junio de 1374. Esto ubicaría la redacción de El libro de la duquesa entre los años 1369 y 1374. Otros dos trabajos tempranos de Chaucer serían Anelida and Arcite y La casa de la fama. La mayor parte de sus trabajos más reconocidos los escribió en el período en que mantuvo su puesto como contralor en las aduanas de Londres (1374-1386). Su Parlamento de las aves (Parlement of Foules), La leyenda de las buenas mujeres y Troilo y Crésida datan todas de esta época. También se cree que comenzó a trabajar en los Cuentos de Canterbury a principio de la década de 1380. Por estos últimos es por los que Chaucer es más conocido. Los mismos son una colección de historias contadas por peregrinos ficticios en camino hacia la catedral de Canterbury, cuentos que ayudarían a modelar la literatura inglesa. 
Los cuentos de Canterbury contrastan con la literatura de la época en el naturalismo de su narrativa, en la variedad de historias que cuentan y en los distintos personajes que se encuentran durante el peregrinaje. Muchas de las historias relatadas por los peregrinos parecen encajar con sus historias individuales y con su posición social, a pesar de que otras no encajan con sus narradores. Chaucer buscó al parecer en la experiencia de su vida al tomar los peregrinos de su historia: el posadero de los cuentos comparte el nombre con uno contemporáneo de Southwark, y otros personajes, como la Mujer de Bath, el mercader, el hombre de leyes y el estudiante serían tomados de la vida real. Probablemente la gran variedad de trabajos que tuvo Chaucer lo llevaron a encontrarse con los 'tipos' de personas retratadas en sus cuentos. Fue capaz de modelar el habla y satirizar las maneras de las mismas personas en las que su literatura se tornaría popular. 
Los trabajos de Chaucer tradicionalmente se agrupan en períodos: el francés, luego el italiano y finalmente el inglés, habiendo sido Chaucer influenciado por las literaturas respectivas de cada país. Ciertamente Troilo y Crésida es un trabajo del período italiano que subyace en las formas de la poesía italiana, poco conocida en Inglaterra en esos tiempos, pero que Chaucer probablemente habría conocido en sus viajes frecuentes al exterior como parte de la corte. Además, el uso de un tema clásico y de su lenguaje refinado y elaborado lo pone aparte como uno de sus trabajos más completos y bien desarrollados. En "Troilo y Crésida" Chaucer extrae mucho de su fuente, Boccaccio, y del filósofo romano Boecio. Sin embargo, es en Los cuentos de Canterbury donde se enfoca en personajes más ingleses, incluyendo bromas un tanto obscenas y figuras socialmente respetadas a veces menoscabadas con humor, donde su reputación se ha cimentado en gran parte. 
Chaucer, además, tradujo otros trabajos importantes como la Consolación de la filosofía, de Boecio, y el Roman de la rose, de Gillaume de Lorris (seguida por Jean de Meung). Sin embargo, mientras algunos estudiosos mantienen que Chaucer tradujo de hecho parte del texto de la Roman de la Rose como The Romaunt of the Rose, otros piensan que esto ha sido ya efectivamente refutado. Muchos de sus otros trabajos fueron traducciones bastante libres de trabajos de la Europa continental o simplemente basados en ellos. Es en este papel de traductor en el cual Chaucer recibe algunas de sus primeras críticas favorables. Eustache Deschamps escribió una balada acerca del gran traductor y se llamó a sí mismo como «una ortiga en el jardín de la poesía de Chaucer». En 1385, Thomas Usk hace una mención favorable a Chaucer y John Gower, el principal rival poético de Chaucer en esa época, también lo elogia. Tal referencia de Gower luego es extraída de la edición de su Confessio Amantis y al parecer sería por cierto disgusto entre los autores, pero lo más probable es que se haya debido simplemente a consideraciones estilísticas. 
Otro importante trabajo de Chaucer es su Tratado del astrolabio, posiblemente dedicado a su propio hijo Lewis, que describe la forma y uso del instrumento en detalle. A pesar de que la mayor parte del texto vendría de otras fuentes, el tratado ofrece un indicio de que Geoffrey era conocedor de tal ciencia además de sus talentos literarios. Otro trabajo científico descubierto en 1952, Equatorie of the Planetis, posee un lenguaje similar y una escritura manuscrita similar a la de Chaucer y además continúa con muchas de las ideas comenzadas en el Astrolabio. Aún más, contiene uno de los primeros ejemplos de cifrado europeo. La atribución de este último trabajo a Chaucer es aún poco cierta y discutida.

## Influencias

### Lingüísticas

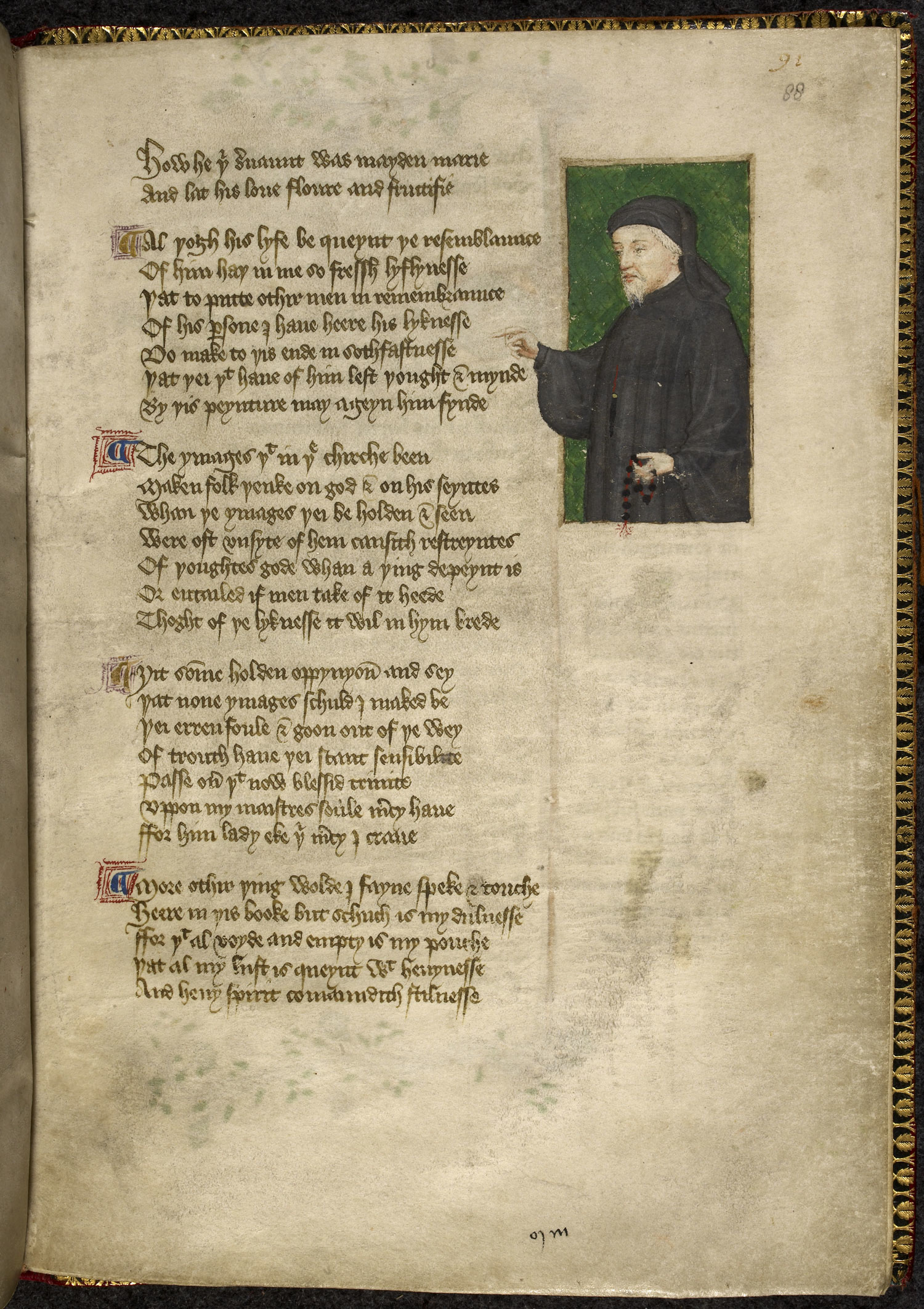
Retrato de Chaucer en un manuscrito de Thomas Hoccleve.

Chaucer escribió con una métrica silábico-acentual que había sido desarrollada hacia el siglo XII como alternativa al metro aliterativo anglosajón. Y en este ámbito Chaucer es conocido por haber introducido algunas innovaciones métricas importantes de amplia trascendencia: inventó la rima real y fue también uno de los primeros poetas ingleses en escribir decasílabos de cinco acentos práximos ya al famoso pentámetro yámbico, el verso clásico del futuro teatro isabelino inglés; solo se cuentan algunos breves poemas anteriores que usaran estos recursos. El uso de los versos con cinco acentos en pareados apareció por vez primera en La leyenda de las buenas mujeres y se transformará en una de las formas poéticas clásicas del inglés. También fue importante el influjo que ejerció como autor satírico al usar con fines humorísticos rasgos dialectales regionales, probablemente por vez primera en El cuento del magistrado (The Reeve's Tale).
La poesía de Chaucer, junto a la de otros autores coetáneos, ayudó a normalizar el dialecto londinense del inglés medio a partir de una combinación del dialecto kéntico y los de las Midlands. Aunque quizá se sobrevalore su papel en ello, pues el influjo de la Corte, su cancillería y su burocracia —de la cual Chaucer formaba parte— está igual de acreditado en el desarrollo del inglés estándar. 
Hoy el inglés moderno se encuentra un tanto distanciado del lenguaje utilizado en los poemas de Chaucer por el efecto del gran desplazamiento vocálico, acentuado poco tiempo después de su muerte. Este cambio en la pronunciación del inglés, aún no comprendido en su totalidad, vuelve algo complicada la lectura de Chaucer al lector inglés actual. El papel que desempeña la -e final en los versos de Chaucer no es muy claro; al parecer probablemente durante el período en el que Chaucer escribió sus obras esta -e final estuviera pasando de moda en el Inglés coloquial de la época y que su uso fuera un tanto irregular. La versificación de Geoffrey sugiere que tal -e debe ser a veces vocalizada y a veces silenciada. Además de su pronunciación distinta a la actual, la mayoría del vocabulario utilizado es reconocido por el lector moderno. Además, Chaucer es registrado en el Oxford English Dictionary como el primer autor en utilizar muchas palabras inglesas comunes en sus escritos. Tales palabras eran probablemente frecuentemente utilizadas en el lenguaje de la época, pero Chaucer, es la fuente manuscrita más antigua registrada. Algunos ejemplos son: Acceptable, alkali, altercation, amble, angrily, annex, annoyance, approaching, arbitration, armless, army, arrogant, arsenic, arc, artillery y aspect.

### Literaria
El extendido conocimiento de los trabajos de Chaucer es atestiguado por los varios poetas que lo imitaron o respondieron a su escritura. John Lydgate fue uno de los primeros poetas en escribir continuaciones de los Cuentos sin terminar de Chaucer, mientras que el Testamento de Crésida (Testament of Cresseid), de Robert Henryson, completa la historia de Crésida, inacabada en el Troilo y Crésida de Chaucer. Muchos de los manuscritos de trabajos de Chaucer poseen contenido de tales poetas, por lo que las consideraciones posteriores hechas por poetas del romanticismo fueron influidas por su error al no distinguir las «adiciones» posteriores al Chaucer original. Los escritores de los siglos XVII y XVIII como John Dryden admiraron a Chaucer por sus historias pero no por su ritmo o rima, ya que existían pocos críticos entonces que leyeran el inglés medio y, además, por el hecho de que los impresores destrozaban los textos dejando un desorden poco admirable. No fue sino hasta fines del siglo XIX cuando el canon Chauceriano, aceptado hoy en día, fue resuelto en mayor parte basándose en el trabajo de Walter William Skeat. Ciento cincuenta años luego de su muerte, Los cuentos de Canterbury serían elegidos por William Caxton como uno de los primeros libros para ser impresos en suelo inglés.

### En el lenguaje inglés
Chaucer es, en ciertas ocasiones, considerado como una de las fuentes de la tradición vernácula inglesa y como el 'padre' de la literatura inglesa moderna. Su éxito por el lenguaje puede ser visto como parte de la tendencia histórica general hacia la creación de una literatura vernácula siguiendo el ejemplo de Dante en muchas partes de Europa. Una tendencia similar durante la vida de Chaucer se encontraba en desarrollo en Escocia mediante el trabajo de un contemporáneo de Chaucer, John Barbour. Y al parecer tal tendencia era aún más extendida como lo evidencia el ejemplo del Poeta de Gawain en el norte de Inglaterra. 
A pesar de que el lenguaje de Chaucer es mucho más cercano al inglés moderno que el del texto de Beowulf, su diferencia es suficiente como para que la mayoría de las publicaciones modernicen el original. A continuación, un ejemplo de El cuento del alguacil (The Summoner's Tale) en el que se compara (en inglés) un texto de Chaucer con la traducción al inglés moderno:
| Texto | Original                                     | Inglés moderno                                |
|       | This frere bosteth that he knoweth helle,    | This friar boasts that he knows hell,         |
|       | And God it woot, that it is litel wonder;    | And God knows that it is little wonder;       |
|       | Freres and feendes been but lyte asonder.    | Friars and fiends are seldom far apart.       |
|       | For, pardee, ye han ofte tyme herd telle     | For, by God, you have ofttimes heard tell     |
|       | How that a frere ravyshed was to helle       | How a friar was taken to hell                 |
|       | In spirit ones by a visioun;                 | In spirit, once by a vision;                  |
|       | And as an angel ladde hym up and doun,       | And as an angel led him up and down,          |
|       | To shewen hym the peynes that the were,      | To show him the pains that were there,        |
|       | In al the place saugh he nat a frere;        | In all the place he saw not a friar;          |
|       | Of oother folk he saugh ynowe in wo.         | Of other folk he saw enough in woe.           |
|       | Unto this angel spak the frere tho:          | Unto this angel spoke the friar thus:         |
|       | Now, sire, quod he, han freres swich a grace | "Now sir", said he, "Have friars such a grace |
|       | That noon of hem shal come to this place?    | That none of them come to this place?"        |
|       | Yis, quod this aungel, many a millioun!      | "Yes", said the angel, "many a million!"      |
|       | And unto sathanas he ladde hym doun.         | And unto Satan the angel led him down.        |
|       | --And now hath sathanas,--seith he,--a tayl  | "And now Satan has", he said, "a tail,        |
|       | Brodder than of a carryk is the sayl.        | Broader than a galleon's sail.                |
|       | Hold up thy tayl, thou sathanas!--quod he;   | Hold up your tail, Satan!" said he.           |
|       | --shewe forth thyn ers, and lat the frere se | "Show forth your arse, and let the friar see  |
|       | Where is the nest of freres in this place!-- | Where the nest of friars is in this place!"   |
|       | And er that half a furlong wey of space,     | And before half a furlong of space,           |
|       | Right so as bees out swarmen from an hyve,   | Just as bees swarm out from a hive,           |
|       | Out of the develes ers ther gonne dryve      | Out of the devil's arse there were driven     |
|       | Twenty thousand freres on a route,           | Twenty thousand friars on a rout,             |
|       | And thurghout helle swarmed al aboute,       | And throughout hell swarmed all about,        |
|       | And comen agayn as faste as they may gon,    | And came again as fast as they could go,      |
|       | And in his ers they crepten everychon.       | And every one crept into his arse.            |
|       | He clapte his tayl agayn and lay ful stille. | He shut his tail again and lay very still.    |

## Crítica

### Las primeras críticas
El poeta Thomas Hoccleve, quien había conocido a Chaucer y lo consideraba como un modelo a seguir, dijo de él que era «el primer inventor de nuestro verdadero lenguaje». John Lydgate en su libro La caída de los príncipes dice de Chaucer «es la estrella que guía nuestro lenguaje». Aproximadamente dos siglos después, sir Philip Sidney alabó Troilo y Crésida en su propia Defensa de la poesía (Defence of Poesie).

### Manuscritos y público
La gran cantidad de manuscritos de los trabajos de Chaucer que han sobrevivido dan testimonio del permanente interés en su poesía anterior a la llegada de la imprenta. Existen 83 manuscritos de los Cuentos de Canterbury (enteros o partes del mismo) solamente, junto a 16 de Troilo y Crésida, incluyendo la copia personal de Enrique IV. Los primeros lectores de Chaucer eran refinados e incluían tanto hombres como mujeres de las clases sociales más altas. Aún antes de su muerte (supuestamente en 1400), el público de Chaucer comenzó a incluir a miembros alfabetizados de las emergentes clases medias y de mercaderes entre las cuales había varios lolardos, los cuales se deben de haber visto inclinados a leer a Chaucer como uno de los suyos. Especialmente por sus escritos satíricos acerca de frailes, sacerdotes y otros oficiales de la iglesia. En el año 1464, por ejemplo John Baron, un granjero arrendatario en Agmondesham fue llevado ante John Chadworth, obispo de Lincoln. Bajo cargos de ser un hereje Lolardo, confesó haber obedecido a un «libro de los Cuentos de Canterbury» entre otros tomos sospechosos.

### Ediciones impresas
El primer impresor inglés, William Caxton, fue el responsable de la primera edición de Los cuentos de Canterbury, publicada en los años 1478 y 1483. La segunda impresión ejecutada por Caxton fue por propia cuenta y debida a que un cliente se habría quejado, puesto que la edición impresa difería de la de un manuscrito que tal cliente conocía. En consecuencia Caxton utilizó esta vez el manuscrito de su cliente para la misma.
Richard Pynson, impresor del rey Enrique VIII durante unos veinte años, fue el primero en reunir y vender algo parecido a una edición de "obras completas" de Chaucer, incluyendo en ellos cinco textos previamente impresos que ahora sabemos que no fueron escritos por Chaucer (tal colección es en realidad un conjunto de tres textos impresos separadamente, o colecciones de textos, reunidas en un único volumen). Quizá haya una conexión entre el trabajo de Pynson y el de William Thynne. Thynne tuvo una carrera exitosa desde el 1520 hasta su muerte en 1546. Sus ediciones de los Trabajos de Chaucer (Chaucers Works) en 1532 y 1542 fueron las primeras contribuciones importantes a la existencia de un canon «chauceriano» ampliamente reconocido. Thynne presenta su edición como un libro auspiciado y financiado por el rey, el cual es alabado en el prefacio por Sir Brian Tuke. El canon de Thynne llevó incluía unos 28 títulos apócrifos, aun cuando ésta no era la intención. Como en el caso de Pynson, una vez incluidos en los Trabajos, los apócrifos permanecieron a pesar de las intenciones de sus editores. 
En los siglos XVI y XVII, Chaucer fue el autor inglés más impreso y el primero cuyos trabajos fueron recopilados en ediciones íntegras de un solo volumen. Algunos estudiosos sostienen que las ediciones de los Trabajos de Chaucer del siglo XVI sirven como precedente para todos los otros autores ingleses en términos de presentación, prestigio y éxito en la impresión. Tales ediciones asientan verdaderamente la reputación de Chaucer, pero también comienzan con el complicado proceso de reestructuración de la frecuentemente inventada biografía de Chaucer y de la lista de trabajos atribuidos. 
Quizá el aspecto más interesante del creciente número de apócrifos a partir de las ediciones de Thynne fue la inclusión de textos medievales que hacían parecer a Chaucer como un proto-protestante (lolardo), especialmente en el Testamento del amor (Testament of Love) y en el Cuento del labrador (The Plowman's Tale). Como obras de Chaucer que no fueron consideradas apócrifas sino hasta fines del siglo XIX, tales textos gozaron de una vida nueva entre los protestantes ingleses que se encargaron de apropiarse de los textos y autores existentes que parecían simpatizar o lo suficientemente flexibles como para parecer simpatizar con su causa. El Chaucer oficial de los primeros tomos impresos de sus Trabajos fue imaginado como un proto-protestante a medida que se hacía exactamente lo mismo con Pedro el labrador de William Langland. El famoso Cuento del labrador no forma parte de los Trabajos de Thynne sino hasta la segunda edición, que data de 1542. Tal adición fue seguramente facilitada por la inclusión del Testamento del amor de Thomas Usk en la primera edición.
John Stow fue coleccionista y también cronista. Su edición de 1561 de los Trabajos de Chaucer elevó el número de los apócrifos a más de cincuenta títulos. Luego, durante el siglo XVII, se agregaron incluso aún más títulos que siguieron siendo considerados de Chaucer hasta aproximadamente 1810. Entonces, Thomas Tyrwhitt recortó el canon en su edición de 1775. La compilación e impresión de los trabajos de Chaucer fue, desde un principio, una empresa política ya que fue utilizada para establecer una identidad nacional inglesa y una historia que fundamentara y autorizara a la monarquía Tudor y a la Iglesia. Lo que luego fue adicionado a la obra de Chaucer de forma apócrifa, ayudaba a presentar a Chaucer como favorable a una Inglaterra protestante. 

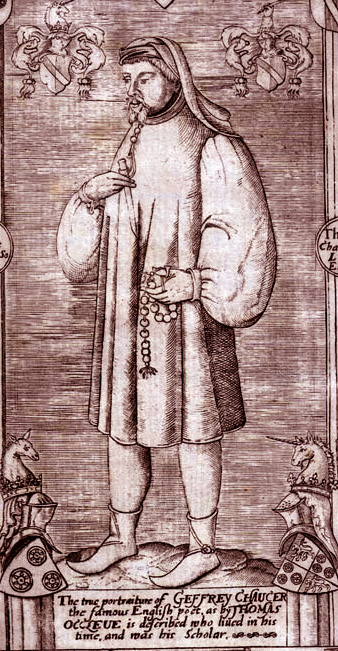
Grabado de Chaucer en la edición de Speght.

En la edición de 1598 de sus Trabajos, Speght hace un buen uso de la narración de Usk acerca de su intriga política y encarcelamiento en el Testamento del amor para construir una completamente ficticia Vida de nuestro ilustre poeta inglés, Geffrey Chaucer (Life of Our Learned English Poet, Geffrey Chaucer). Esta Vida de Speght presenta a los lectores a un radical del pasado en tiempos tan complicados como los de Speght mismo, un proto-protestante que eventualmente haría recapacitar al rey respecto a sus opiniones religiosas. Speght afirma que «en el segundo año de Ricardo el segundo, el Rey tomó a Geffrey Chaucer y sus tierras bajo su protección. La ocasión sin duda dio lugar a algún riesgo y problemas en los que cayó por haber favorecido ciertos incautos actos de la gente común».
Junto a los Trabajos de Chaucer, el monumento literario más impresionante de la época es el El libro de los mártires, de John Foxe. Junto a las ediciones de Chaucer tal libro fue de importancia en la construcción de la identidad protestante inglesa. Jack Upland fue impreso por vez primera en el libro de Foxe, y luego apareció en la edición de los Trabajos de Speght. Como el Chaucer de Speght, el de Fox también era un sagaz sobreviviente político. 

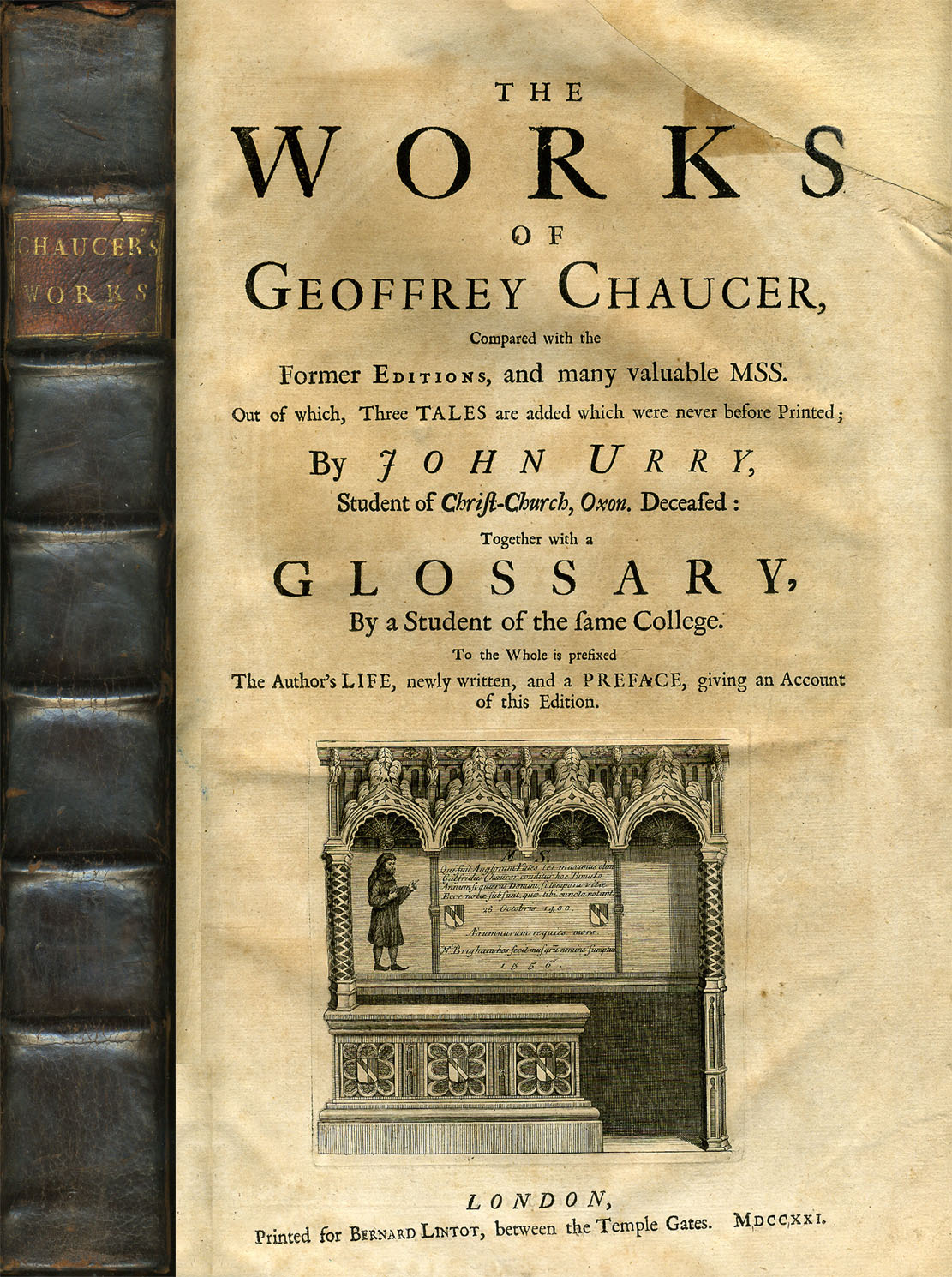
Edición del año 1721 de las Obras completas de Chaucer por John Urry.

John Urry produjo la primera edición de las Obras completas de Chaucer bajo un tipo latino y publicada póstumamente en 1721. Incluyó varios cuentos, según los editores, impresos por primera vez, una biografía de Chaucer, un glosario de palabras antiguas y testimonios de escritores respecto a Chaucer que databan de antes del siglo XVI. En tal edición, fue cuando por vez primera John Dart dudó de la autoría por parte de Chaucer del Cuento del labrador

### Estudios modernos
A pesar de que la obra de Chaucer fue muy admirada durante muchos años, los estudios exhaustivos de su obra no comenzaron sino hasta el siglo XIX. Estudiosos como Frederick Furnivall, que fundó la Chaucer Society en 1868, encabezaron la creación de delicadas ediciones de los principales trabajos de Chaucer junto a descripciones cuidadosas de su lenguaje y prosodia. Walter William Skeat que como Furnivall se hallaba estrechamente relacionado con el Oxford English Dictionary, estableció un texto de referencia para todos los trabajos de Chaucer con su edición publicada por la Oxford University Press. Ediciones posteriores como las de John H. Fisher y Larry D. Benson ampliaron sus estudios, críticas y bibliografías. Puesto que no se habían solucionado aún muchos de los inconvenientes respecto a la obra y vida de Chaucer, en 1966 se crea la publicación llamada The Chaucer Review que aún perdura. 

## Lista de sus obras
Las siguientes obras principales se encuentran en estricto orden cronológico a pesar de que los estudiosos aún debaten si las colecciones de historias deben o no ser compiladas sobre un período más vasto.

### Obras principales
- Traducción del Roman de la Rose
- The Book of the Duchess
- The House of Fame
- Anelida and Arcite
- Parlement of Foules
- Traducción de la Consolación de la filosofía de Boecio bajo el título de Boece
- Troilus and Criseyde
- The Legend of Good Women
- Los cuentos de Canterbury
- Tratado del astrolabio

### Poemas cortos
- An ABC

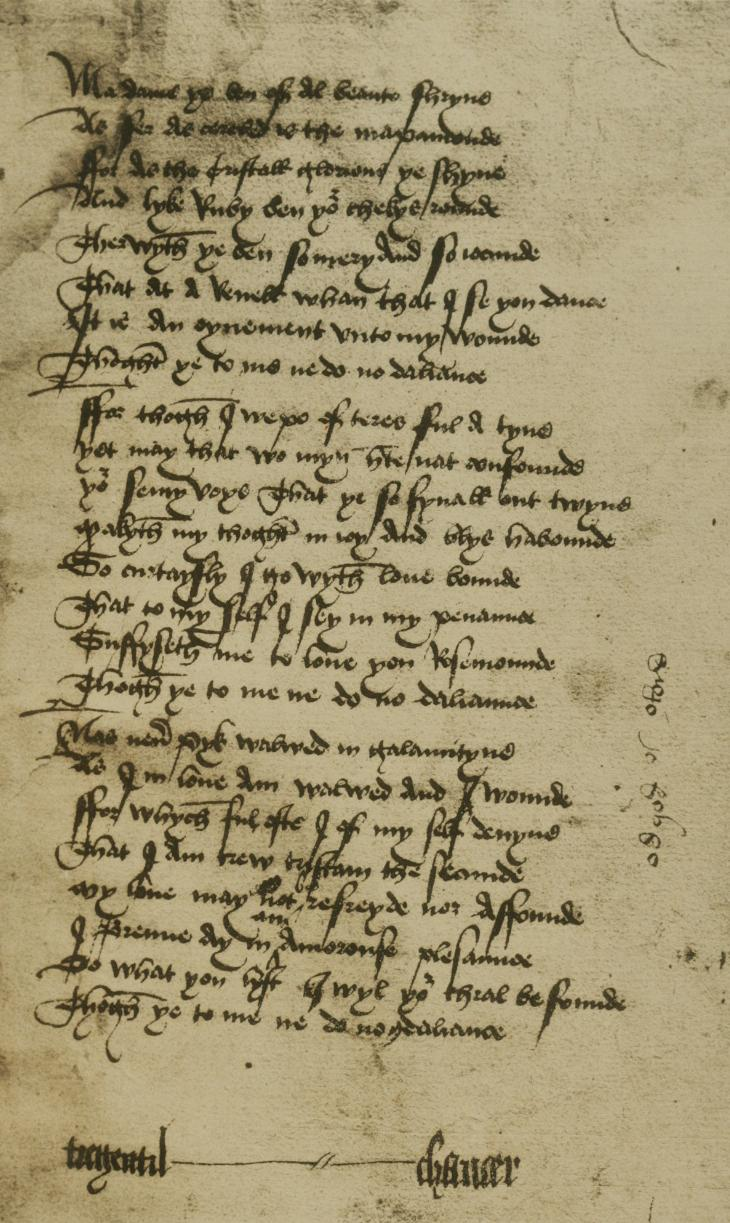
Balada a Rosamunda.

- Chaucers Wordes unto Adam, His Owne Scriveyn
- The Complaint unto Pity
- The Complaint of Chaucer to his Purse
- The Complaint of Mars
- The Complaint of Venus
- A Complaint to His Lady
- The Former Age
- Fortune
- Gentilesse
- Lak of Stedfastnesse
- Lenvoy de Chaucer a Scogan
- Lenvoy de Chaucer a Bukton
- Proverbs
- To Rosemounde
- Truth
- Womanly Noblesse

### Poemas de dudosa autoría
- Against Women Unconstant
- A Balade of Complaint
- Complaynt D'Amours
- Merciles Beaute
- The Equatorie of the Planets

### Trabajos que se presumen perdidos
- Of the Wreched Engendrynge of Mankynde, posiblemente una traducción del De miseria conditionis humanae de Inocencio III.
- Orígenes upon the Maudeleyne
- The Book of the Leoun, tal libro es mencionado en la retractación de Chaucer. Es probable que haya escrito tal libro, una posibilidad sería de que tal trabajo sea una pieza tan mal escrita que se haya perdido, pero igualmente si esto fuera así, seguramente Chaucer no la habría siquiera mencionado. Otros sugieren que puede ser un trabajo de Guillaume de Machaut, Dit dou lyon, una historia acerca del amor cortesano, tema sobre el que Chaucer solía escribir.

### Trabajos falsamente adjudicados
- The Pilgrim's Tale, escrita en el siglo XVI con alusiones chaucerianas.
- The Plowman's Tale, una sátira lolarda luego apropiada como texto protestante.
- Pierce the Ploughman's Crede, sátira lolarda apropiada luego por los protestantes.
- The Ploughman's Tale, en gran parte una versión del Item de Beata Virgine de Thomas Hoccleve.
- La Belle Dame Sans Merci, una traducción de Richard Roos del poema de mismo nombre de Alain Chartier.
- The Testament of Love, en realidad obra de Thomas Usk.
- Jack Upland, una sátira lolarda.
- The Floure and the Leafe, una alegoría del siglo XV.

## Conmemoraciones
- La película A Knight's Tale (2001) protagonizada por Heath Ledger se basó en el primero de los Cuentos de Canterbury. En su honor, uno de los personajes de la película (interpretado por Paul Bettany) lleva su nombre y hacia el final de la misma augura: «Quizás debería escribir esta historia».
- El cráter lunar Chaucer lleva este nombre en su honor.